# Мась Оксана Миколаївна
Оксана Миколаївна Мась (нар. 5 вересня 1969, Чорноморськ, Одеська область) — українська художниця.

## Життєпис
1986 — закінчила художню школу в Чорноморську.
З дитинства часто бувала у Москві, оскільки тут мешкало багато її родичів по материнській лінії. За її словами, вона дуже любить Москву: «Москвичі — жителі Вавилону! Обдувані всіма вітрами. І відкриті всім і вся зі сміливістю практичного вчинку! Кияни — більш камерні, місцеві, які перебувають у довгій розмові з такими ж, як вони.»
1992 — закінчила Одеське державне художнє училище імені Грекова.
2003 — здобула ступінь бакалавра філософії в Одеському університеті.
Мешкає та працює в Одесі, Стокгольмі, Барселоні, Москві. Як розповіла художниця в інтерв'ю журналу Москвич у 2019 році, саме у Москві їй краще ніж у світових столицях: Нью-Йорку, Берліні, Парижі, Лондоні.

## Мистецька діяльність
Під час виставки Оксани Мась у Москві за підтримки російських урядових структур (2008 р.), художниця позиціонувалася як представниця «нової генерації південноросійської хвилі». В описі виставки зазначалося, що навіть попри те що вона народилася, виросла й працює в Україні, в її творчості «немає й тіні провінціалізму».
Оксана Мась експериментує з матеріалами та техніками виконання, знаходить власні прийоми та сполучення. Створює об'єкти зі шкіри, пластику, старих двигунів.
Співпрацює з 20 галереями різних країн, її роботи представляє Opera Gallery, найбільша мережа галерей у світі.

## Вибрані виставки
- Экспозиция четырех российских художников в офисе Private Banking. Банк «Откритіє». Москва (2023, позиціонується як російська художниця)[6]
- COSMOSCOW. Москва. 2022[7]
- 365.Moscow. Cube.Moscow. Москва (2019)[8]
- Трансфигурация. В гелереях «Триумф» та «Эритаж». Москва (2018)[9]
- COSMOSCOW. Москва. 2016[10]
- Die гештальт. Галерея «Триумф». Москва (2012)[11]
- Art Miami, Art Palm Biach (2010)
- Scope Art Show New York (2010)
- Art Chicago (2010)
- Scope Art Show Basel (2010)
- Armoryshow (2009, 2010)
- Арт-Дубаї (2009)
- Московський музей сучасного мистецтва (2008)
- Арт-Київ (2008)
- Фіак. Париж (2006)
- Арт-Москва (2004, 2005, 2006, 2007, 2008)[4]
- META-ART by MAS (2021)[12]

## Участь у Венеціанському бієнале
2011 — представляла Україну на Венеціанському бієнале. Кураторами українського павільйону були Олексій Роготченко та Акілле Боніто Оліва, комісаром — В. Сидоренко.
Венеціанський проєкт Мась — своєрідна копія Гентського вівтаря братів Губерта та Яна ван Ейків, шедевру епохи раннього Відродження. Букові яйця, виготовлені в Івано-Франківську, розписували у 50 країнах світу, автор кожного розпису зобразив свої гріхи. У Венеції було представлено декілька фрагментів проєкту, у завершеному вигляді вівтар (92 метри заввишки та 134 завширшки) буде готовим через кілька років, для цього знадобиться 3 мільйони «писанок».
Частина проєкту, експонована у Венеції, складається з 12 800 розписаних яєць.

## Особисте життя
Має доньку Вікторію 1996 року народження.